# الدوري النرويجي الممتاز 2010
الدوري النرويجي الممتاز 2010 (بالنرويجية: Tippeligaen 2010) هو الموسم 66 من  الدوري النرويجي الممتاز. أقيم خلال الفترة 13 مارس 2010 وحتى 7 نوفمبر 2010، وكان عدد الأندية المشاركة فيه  16، وفاز فيه نادي روسنبورغ.